# О бесконечности, вселенной и мирах
О бесконечности, вселенной и мирах (итал. De l’infinito, universo e mondi) — трактат выдающегося итальянского философа эпохи Возрождения Джордано Бруно, опубликованный в Лондоне в 1584 году. Завершает лондонскую космологическую трилогию наряду с диалогами Пир на пепле (La Cena de le Ceneri, 1584) и О причине, начале и едином (De la Causa, Principio et Uno, 1584). В трактате, написанном в форме пяти диалогов, Джордано Бруно критикует господствовавшую на тот момент космологию Аристотеля и защищает тезисы о бесконечности Вселенной и существовании множества миров.